# Chevrolet Classic Six
La Chevrolet Classic Six était la première voiture de production de la marque Chevrolet, et fut commercialisée le 3 novembre 1911.

## La première Chevrolet
La Chevrolet Type C de 1912-14 également appelé la Chevrolet Classic Six (Series C), la Chevrolet Model C, la Classic Six ou, à l'époque, elle était tout simplement la Chevrolet (car il n'y avait pas d'autres modèles avec laquelle la confondre jusqu'en 1914 lorsque les Model H et L sont sortis), était la première Chevrolet, et été également vendue par d'autres marques. C'était une voiture bien construite et avait un moteur 6 cylindres à l'avant avec un embrayage à cône et une boîte de vitesses à trois vitesses montée sur l'essieu arrière. Henry Ford vendait sa Model T beaucoup moins cher depuis trois ans, en six versions au moment où Chevrolet est entré sur le marché. Les Chevrolet qui ont suivi, sous la direction de Durant, seraient des voitures 4 cylindres beaucoup moins chères qui rivalisaient directement avec la T. La Series C Classic Six, cependant, était capable d'atteindre 105 km/h et rivalisait avec les voitures les plus performantes de l'époque. L'équipement standard comprenait un démarreur, quatre portes, un toit rabattable, une boîte à outils, des éclairages de capot et des phares électriques. La Classic Six de 1914 était essentiellement le modèle de 1913 avec quelques légères modifications.

### Conception
Dessinée par Étienne Planche sous la direction de Louis Chevrolet, la Chevrolet, avec ses marchepieds bas, avait un design plus ressemblant aux voitures européennes. La coque du radiateur et la plaque signalétique Chevrolet sur le tableau de bord (le logo n'apparaitrait pas avant les modèles Series H et L de 1914) étaient en métal poli, la carrosserie, le châssis et les roues n'étaient qu'en bleu Chevrolet. Le capot, les ailes et les tabliers anti-éclaboussures étaient noirs. Des rayures gris clair été trouvées sur la carrosserie et les roues. Le premier prototype de voiture est apparu à la fin de 1911, et Louis Chevrolet lui-même l'a testé dans les petites rues de Détroit. Tout au long de 1912, des améliorations ont été apportées à la conception. Plus tard dans la même année, le nouveau modèle de 1913 est sorti au Salon de l'auto de New York.

### Le moteur à tête en T
Le premier moteur de Chevrolet était un bloc de fonte à six cylindres de 299 pouces cubes refroidi par liquide, moulé en trois groupes de deux, avec une configuration à tête en T, qui produisait 40 chevaux. Le moteur à tête en T est un moteur à soupapes latérales qui se distingue du moteur à tête en L beaucoup plus courant par son placement des soupapes. Les soupapes d'admission sont d'un côté du bloc moteur et les soupapes d'échappement de l'autre, ce qui rend nécessaires les doubles arbres à cames. Vu de l'extrémité du vilebrequin, en vue en coupe, le cylindre et la chambre de combustion ressemblent à un T - d'où le nom de "Tête en T". Le 299 était un très gros moteur à l'époque et le seul moteur de la C Series. En 1913, l'allumage était un magnéto de Simms avec un démarreur à air comprimé. Pour 1914, l'allumage était maintenant un magnéto haute tension de Simms et le démarreur utilisé était un Gray & Davis. Ce fut le plus gros moteur Chevrolet jusqu'en 1958, 348 cid V-8.?

## Capacités techniques
La Classic Six était dotée d’un moteur six cylindres en T de 4,9 litres, imaginé par Louis Chevrolet et ses ingénieurs, mais fabriquée par la compagnie Mason Motor Company de Détroit. Elle avait trois vitesses au plancher, quatre portes et cinq places assises. Elle avait aussi un toit décapotable, et avait un tachymètre éclairé. Elle pouvait atteindre la vitesse maximale de 105 km/h.